# Half as Much
Half as Much è un brano musicale scritto da Curley Williams e interpretato da Hank Williams, pubblicato nel 1952 nel 78 giri Half as Much/Let's Turn Back the Years.

## Altre versioni
Tra le altre versioni vi sono quelle di Rosemary Clooney (1952), Alma Cogan (1952), Alberto Semprini (1952), George Jones (1960), Patsy Cline (1962), Ray Charles (1962), Eddy Arnold (1964), Sharon Redd (1967), Petula Clark (1974), Conway Twitty e Loretta Lynn (1988), Emmylou Harris (1992), Cake (1998) e Van Morrison (2006).